# Вращательная манжета плеча

10. Вращательная манжета плеча: 11. Надостная, 12. Подлопаточная, 13. Подостная, 14. Малая круглая

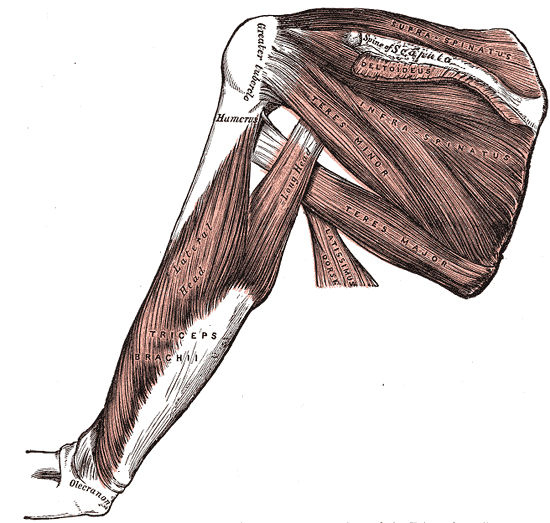
Мышцы плечевого пояса

Вращательная манжета плеча (англ. rotator cuff) — функциональная группа из четырёх мышц и их сухожилий, расположенных в глубине вокруг плечевого сустава и служащих для стабилизации и вращения плечевой кости. В состав вращательной манжеты входят: надостная, подостная, малая круглая и подлопаточная мышцы. Повреждения вращательной манжеты часто вызывают такие болевые синдромы в области плеча, как плечелопаточный периартрит, импинджмент-синдром.

## Структура и функция
Мышцы манжеты вращателей начинаются от лопатки и крепятся к головке плечевой кости, удерживая её в маленькой и неглубокой гленоидальной ямке лопатки. В процессе отведения руки в сторону вращательная манжета сдавливает и стабилизирует плечевой сустав, чтобы позволить дельтовидной мышце включиться в процесс дальнейшего поднимания руки. Манжетка сдерживает плечевую кость в процессе поднимания руки от отклонения в сторону и вверх, удерживая её в суставе.
Кроме функции стабилизации плечевой кости, вращательная манжетка участвует в процессе отведения, внутренней и наружной ротации (поворота внутрь и наружу). Подостная и подлопаточная мышцы обеспечивают отведение руки до горизонтального уровня в плоскости лопатки в 2—3 раза сильнее, чем надостная мышца, которая более эффективно участвует в отведении выше горизонтального уровня. Передняя порция надостной мышцы и её сухожилия выполняют большую часть работы и подвергаются наибольшей нагрузке.
Надостная мышца чаще всего участвует в разрыве вращательной манжеты плеча.